# Beverly Silver
Beverly Judith Silver (* 1957 in Detroit) ist eine US-amerikanische Soziologin.

## Lebenslauf
Beverly J. Silver wuchs in Detroit auf. Sie wurde geprägt durch eine Zeit von radikalen Arbeiterkämpfen in den Autofabriken Detroits. Unter anderem engagierte sie sich in der Gewerkschaft „United Farm Workers“ und war in der Chile-Solidarität aktiv. In den 1980er Jahren studierte sie in New York und war dort Mitbegründerin der World Labor Group am Fernand Braudel Center und bis 1999 deren Mitglied. Seit 1992 ist sie Professorin für Soziologie an der Johns-Hopkins-Universität in Baltimore. 
Beverly Silver war mit Professor Giovanni Arrighi verheiratet.

## Forschungsschwerpunkt
Der Schwerpunkt ihrer Forschungen liegt auf dem Gebiet soziokultureller Entwicklungen in der Arbeitswelt und den daraus hervorgehenden sozialen und politischen Konflikten. Sie stützt sich methodisch dabei vor allem auf vergleichende und welthistorische Analysen. Ihre Arbeit umfasst dabei eine breite Vielfalt von räumlichen und zeitlichen Zusammenhängen, wobei sie Muster von Wiederholungen, Entwicklungen und wirklichen Neuheiten im derzeitigen Prozess der Globalisierung herausarbeiten will.

## Veröffentlichungen
Gemeinsam mit Giovanni Arrighi veröffentlichte sie 1999 das Buch Chaos and Governance in the Modern World System. Silver und Arrighi sind Vertreter der von Immanuel Wallerstein begründeten Weltsystemanalyse bzw. Weltsystemtheorie. Für das Buch wurde die Autorin mit dem Distinguished Scholarship Award der American Sociological Association PEWS ausgezeichnet.
2005 erschien ihr Buch „Forces of Labor. Globalisierung und Arbeiterbewegungen seit 1870“ (englische Originalfassung 2003). Hierin wendet sie sich scharf gegen die These vom sogenannten race to the bottom, d. h. vom unvermeidlichen Niedergang von Sozialstandards und Umweltauflagen im Standortwettbewerb der Globalisierung. Silver untersucht die Kapitalverlagerungen historisch und gelangt zu der zentralen These: Dort, wohin Kapital verlagert wird, entstehen neue Arbeitskämpfe. Forces of Labor wurde 2005 mit dem ASA Distinguished Scholarly Publication Award der American Sociological Association ausgezeichnet.
- Chaos and Governance in the Modern World System, University of Minnesota Press, 1999,  ISBN 978-0816631520.
- Forces of Labor: Workers' Movements and Globalization Since 1870 (Cambridge Studies in Comparative Politics), Cambridge University Press, 2003, ISBN 978-0521520775.
  - Forces of Labor. Globalisierung und Arbeiterbewegungen seit 1870, wildcat & friends, 2. Aufl., 2005, ISBN 978-3-935936-32-3.
- Arbeiterbewegung, Globalisierung und Weltpolitik – Dynamik der Gegenwart in welthistorischer Sicht. In: Jahrbuch für Forschungen zur Geschichte der Arbeiterbewegung, Heft I/2004.
- Das Ende des langen 20. Jahrhunderts (zus. mit Giovanni Arrighi), in: Alex Demirovic, Julia Dück, Florian Becker, Pauline Bader (Hrsg.): VielFachkrise. Im finanzdominisierten Kapitalismus, Hamburg 2011, ISBN 978-3-89965-404-2.